# خسروي الكرمانشاهي
خسروي الكرمانشاهي (1266 - 1338 هـ / 1849 - 1919 م) هو أديب وشاعر، من أهل كرمانشاه.
هو محمد باقر ميرزا بن محمد رحيم ميرزا بن محمد علي ميرزا دولتشاه. ولد في كرمانشاه ودرس العلوم الإسلامية والأدبين العربي والفارسي.

## آثاره
من آثاره: روايات منها: «شمس وطغرا - ماري ونيسي - طغرل وهماي»، وترجم إلى الفارسية كتابين هما: «عذراء قريش» لجرجي زيدان و«الهيئة والإسلام» للشهرستاني، وتصانيف أخرى منها: «ديباي خسروي» - ترجمة لـ 220 شاعر، ورسالة في شرح العلل العروضية، وتذكرة في إقبال نامه.